# グリーン車 (京王)
京王帝都電鉄（現・京王電鉄）におけるグリーン車（グリーンしゃ）とは、同社が保有する車両のうち、京王線初代5000系・井の頭線3000系より前に就役した、緑色の単色塗装を持つ鉄道車両を指す総称である。

## 概要

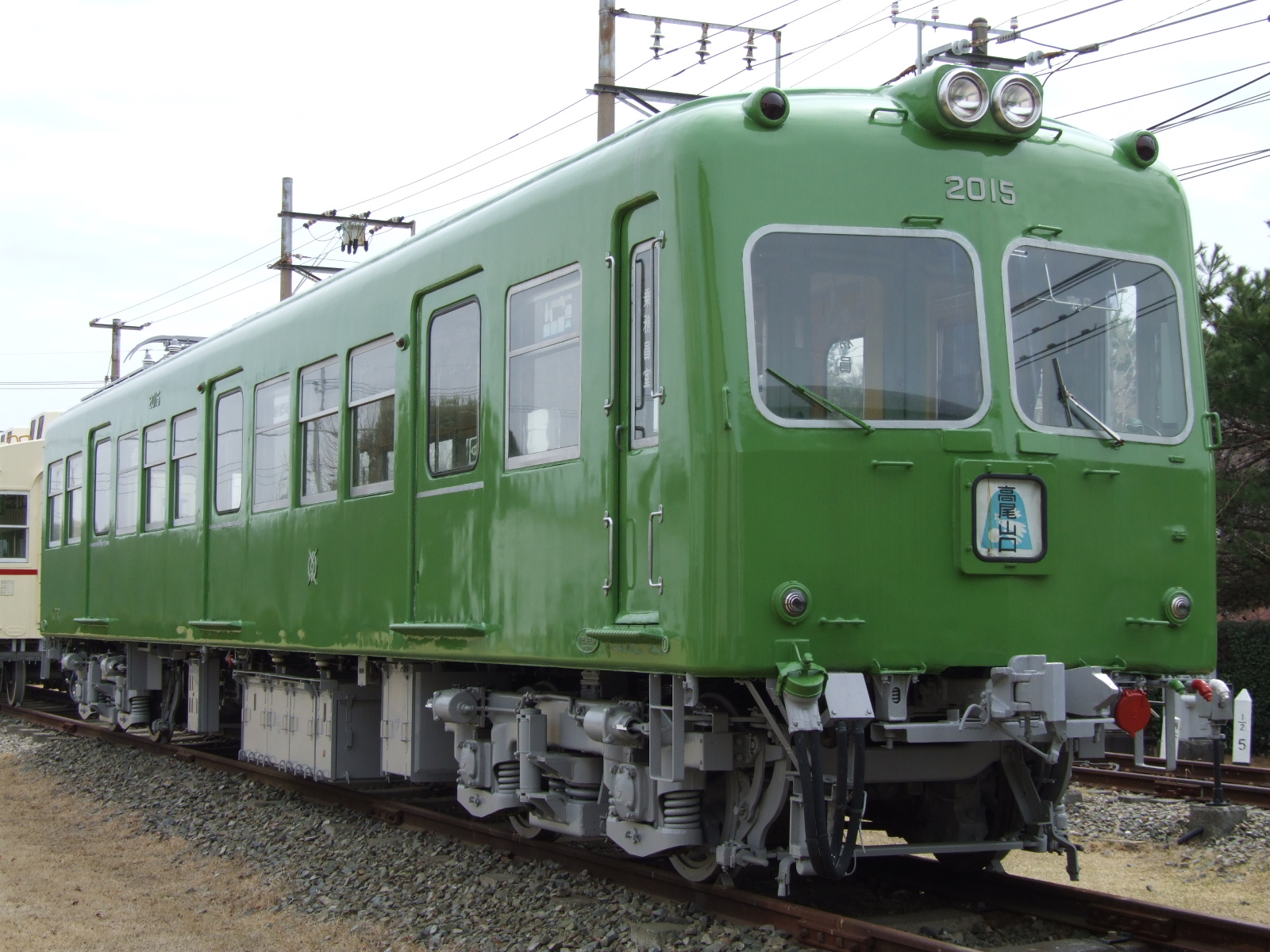
2000系デハ2015（保存車）

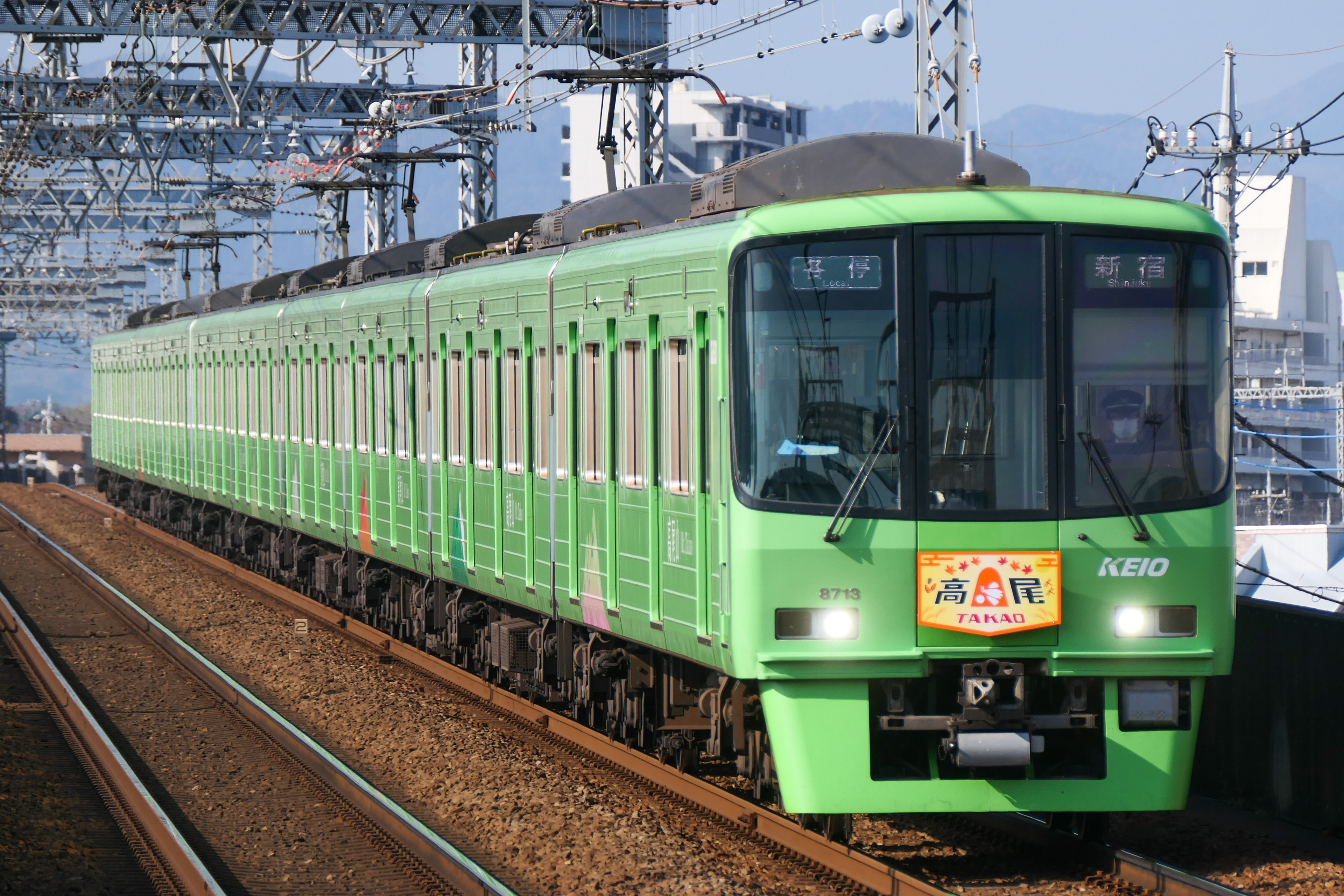
緑色のラッピングが施された8000系8713編成（2021年11月 北野駅 - 長沼駅間）

京王車両で緑色塗装が初めて現れたのは、東京急行電鉄（大東急）時代であるといわれている。1950年代半ばまでダークグリーンであったが、1956年（昭和31年）の京王線2700系3次車でライトグリーンになり、1965年（昭和40年）頃からはさらに明るいスタンリットライトグリーンになった。
スタンリットライトグリーンのマンセル測定値は 7.5GY 5/6 で、日本国有鉄道の黄緑6号に近い。
1984年（昭和59年）の京王線2010系ならびに井の頭線1000系電車（初代）の廃車によって、京王の営業線上からは姿を消した。
現在、スタンリットライトグリーン塗装車両は、京王れーるランドに保存されているデハ2410とデハ2015で見ることができる。また、高尾山エリアの魅力を紹介する「TAKAOプロモーション」の一環として、2015年（平成27年）9月30日から8000系8713編成にグリーン車を模したラッピングが施されている。